# Bishop Hills
Bishop Hills – miasto w Stanach Zjednoczonych, w stanie Teksas, w hrabstwie Potter.